# Sumatriptan
Sumatriptan je triptan sulfonamidni lek koji sadrži sulfonamidnu grupu. On se koristi za lečenje migrenskih glavobolja. Sumatriptan proizvode i prodaju brojni proizvođači lekova pod mnoštvom imena, kao što su: Sumatriptan, Imitreks, i Imigran.

## Odobrenje i dostupnost
Sumatriptan je 1991. bio privi klinički dostupni triptan. U SAD-u i većini razvijenih zemalja, on je dostupan samo uz lekarsku proskripciju. On se može kupiti na slobodno u UK-u u dozi od 50 mg, ako je ranije bio propisan pacijentu. On se prodaje u nekoliko formi: tablete, rastvor za injekcije, i nazalni inhaler.
FDA je 2008. odobrio upotrebu kombinacije sumatriptana i naproksena. Pokazano je da taj lek ima više prednosti u odnosu na bilo koju od njegovih komponenti.

## Spoljašnje veze
|  | Molimo Vas, obratite pažnju na važno upozorenje u vezi sa temama iz oblasti medicine (zdravlja). |